# Rezolucija Vijeća sigurnosti UN-a 1597
Rezolucijom Vijeća sigurnosti Ujedinjenih naroda 1597, jednoglasno usvojenom 20. travnja 2005., nakon pozivanja na rezolucije 827 (1993.), 1166 (1998.), 1329 (2003.), 1411 (2002.), 1431 (2002.), 1481 (2003.), 1503 (2003.) i 1534 (2004.), Vijeće je izmijenilo statut Međunarodnog kaznenog suda za bivšu Jugoslaviju (MKSJ) kako bi se omogućio ponovni izbor privremenih sudaca.
Vijeće sigurnosti primilo je novi popis kandidata za privremene suce MKSJ-a, a rok za nominacije produljen je do 31. ožujka 2005., a glavni tajnik zatražio je daljnje produljenje. 27 sudaca koje je izabrala Opća skupština, a čiji je mandat istjecao 11. lipnja 2005., moglo je biti ponovno izabrano te je, postupajući u skladu s Poglavljem VII Povelje Ujedinjenih naroda, statut izmijenjen u skladu s tim.

## Vanjske poveznice
| Wikizvor | Engleski Wikizvor ima izvorni tekst na temu: United Nations Security Council Resolution 1597 |

- Text of the Resolution at undocs.org